# Лейк (округ, Мичиган)
Лейк (англ. Lake County) — округ в штате Мичиган, США. Официально образован в 1830 году. По состоянию на 2010 год, численность населения составляла 11 539 человека.

## География
По данным Бюро переписи США, общая площадь округа равняется 1 488,215 км2, из которых 1 469,671 км2 суша и 7,170 км2 или 1,250 % это водоёмы.

## Население
По данным переписи населения 2000 года в округе проживает 11 333 жителей в составе 4 704 домашних хозяйств и 3 052 семей. Плотность населения составляет 8,00 человек на км2. На территории округа насчитывается 13 498 жилых строений, при плотности застройки около 9,00-ти строений на км2. Расовый состав населения: белые — 84,66 %, афроамериканцы — 11,17 %, коренные американцы (индейцы) — 1,01 %, азиаты — 0,15 %, гавайцы — 0,04 %, представители других рас — 0,57 %, представители двух или более рас — 2,40 %. Испаноязычные составляли 1,69 % населения независимо от расы.
В составе 23,00 % из общего числа домашних хозяйств проживают дети в возрасте до 18 лет, 52,40 % домашних хозяйств представляют собой супружеские пары проживающие вместе, 8,70 % домашних хозяйств представляют собой одиноких женщин без супруга, 35,10 % домашних хозяйств не имеют отношения к семьям, 29,60 % домашних хозяйств состоят из одного человека, 13,80 % домашних хозяйств состоят из престарелых (65 лет и старше), проживающих в одиночестве. Средний размер домашнего хозяйства составляет 2,28 человека, и средний размер семьи 2,79 человека.
Возрастной состав округа: 21,90 % моложе 18 лет, 8,00 % от 18 до 24, 22,70 % от 25 до 44, 27,60 % от 45 до 64 и 27,60 % от 65 и старше. Средний возраст жителя округа 43 лет. На каждые 100 женщин приходится 109,10 мужчин. На каждые 100 женщин старше 18 лет приходится 107,60 мужчин.
Средний доход на домохозяйство в округе составлял 26 622 USD, на семью — 32 086 USD. Среднестатистический заработок мужчины был 30 124 USD против 21 886 USD для женщины. Доход на душу населения составлял 14 457 USD. Около 14,70 % семей и 19,40 % общего населения находились ниже черты бедности, в том числе — 28,30 % молодёжи (тех, кому ещё не исполнилось 18 лет) и 12,00 % тех, кому было уже больше 65 лет.